# Silicon Valley Bank

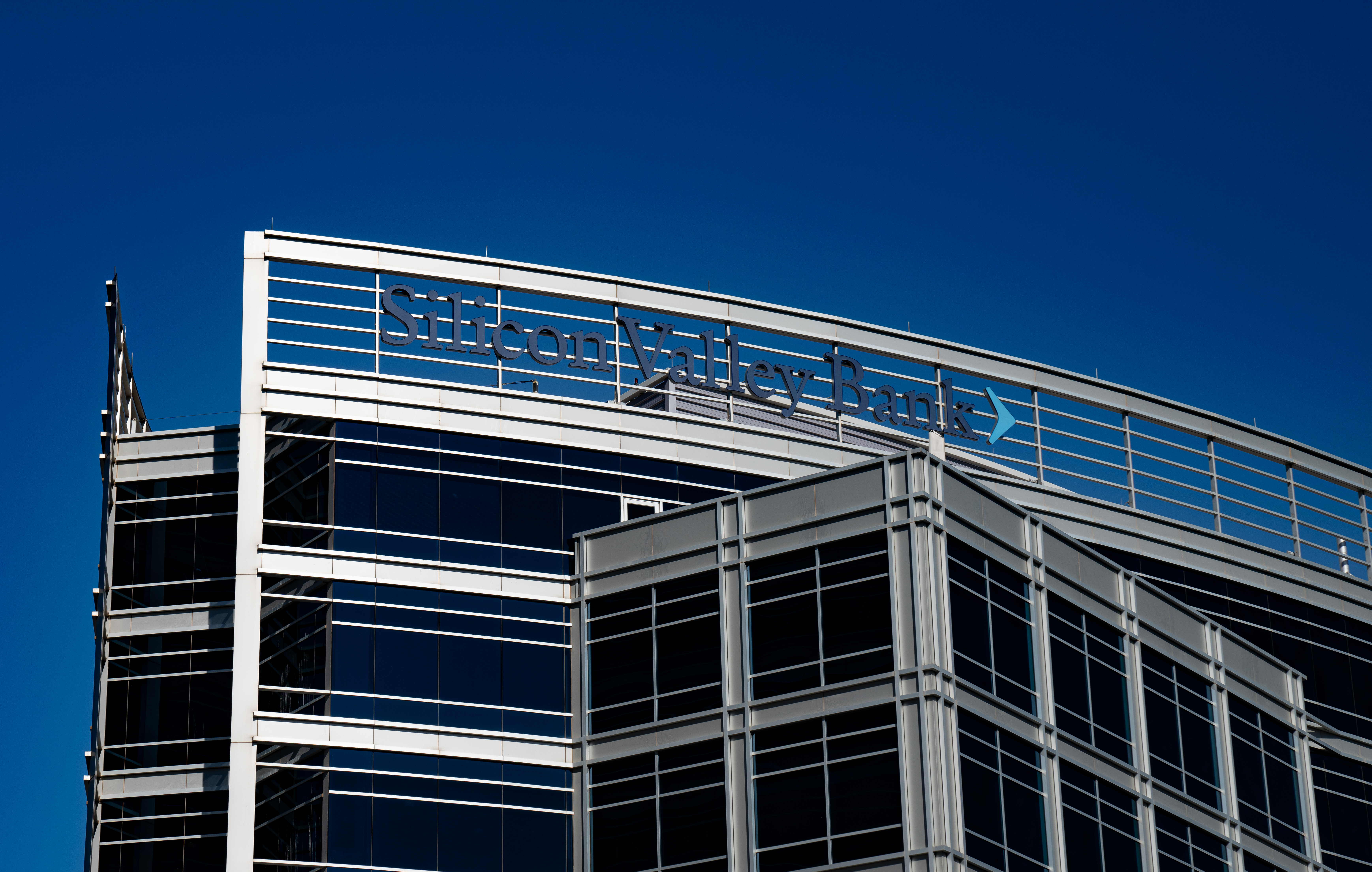
Silicon Valley Bank, Temple, Arizona

La Silicon Valley Bank (SVB), dal 2023 una divisione della First Citizens Bank è una banca commerciale con sede a Raleigh, Carolina del Nord, dopo avere avuto la sede centrale a Santa Clara, in California,  dalla sua fondazione nel 1983 sino al 2023. Opera in California e nel Massachusetts e ha gli uffici chiave a Santa Clara, California.
Fino al 2023 SVB era la più grande banca della Silicon Valley, filiale di SVB Financial Group, una holding bancaria composta da 164 sussidiarie con uffici in 15 stati e uffici all'estero in India, Regno Unito, Israele, Canada, Cina, Germania, Hong Kong, Irlanda, Danimarca e Svezia.
In qualità di banca regionale nella San Francisco Bay Area, SVB aveva offerto servizi specificamente progettati per soddisfare le esigenze dell'industria tecnologica e presto divenne la più grande banca per depositi nella Silicon Valley e la banca preferita di quasi la metà di tutte le startup tecnologiche sostenute dal venture capital. Offrendo anche servizi di private banking la banca ha avuto clienti con un patrimonio netto elevato.
Nel marzo 2023, dopo gli aumenti dei tassi di interesse approvati dalla banca centrale durante l'aumento dell'inflazione del 2021-2023, si è verificata una corsa agli sportelli dei clienti, che ha portato il 10 marzo 2023 al crollo della banca e al suo sequestro da parte del Dipartimento per la protezione finanziaria e l'innovazione della California (DFPI). La banca è fallita ed è stata rilevata dalla Federal Deposit Insurance Corporation nel secondo più grande fallimento bancario nella storia finanziaria americana.
Il 12 marzo 2023, una dichiarazione congiunta è stata rilasciata dal segretario al Tesoro Janet Yellen, dal presidente della Federal Reserve Jerome Powell e dal presidente della FDIC Martin Gruenberg, affermando che tutti i depositanti presso SVB sarebbero stati completamente protetti e avrebbero avuto accesso sia agli assicurati che ai non assicurati depositi a partire dal lunedì successivo, 13 marzo. FDIC ha quindi dato vito vita ad una banca ponte come successore, la Silicon Valley Bridge Bank, che rapidamente ha preso il controllo di tutte le attività. Il 27 marzo 2023, First-Citizens Bank & Trust Company, una sussidiaria di First Citizens BancShares, ha assunto tutti i depositi dei clienti e ha acquisito tutti i prestiti della Silicon Valley Bridge Bank dalla FDIC iniziando a gestire tutte le filiali SVB.

## Storia
La Silicon Valley Bank (SVB) è stata fondata nel 1983 da Bill Biggerstaff e Robert Medearis durante una partita di poker. Il suo primo ufficio è stato aperto nel 1983 in North First Street a San Jose. L'ufficio di Palo Alto è stato aperto nel 1985. La strategia principale della banca era la raccolta di depositi da imprese finanziate tramite capitale di rischio. Si è poi espansa nel settore bancario e finanziario degli stessi venture capitalist e ha aggiunto servizi per consentire alla banca di mantenere i clienti man mano che maturavano dalla loro fase di avvio. Nel 1986, SVB si è fusa con National InterCity Bancorp e ha aperto un ufficio a Santa Clara. Nel 1988, la banca ha completato la sua IPO, raccogliendo 6 milioni di dollari. Nel 1990, la banca ha aperto il suo primo ufficio sulla costa orientale, vicino Boston, per servire il corridoio tecnologico della Route 128. L'anno successivo la banca si internazionalizza con il lancio delle società Pacific Rim e Trade Finance. 

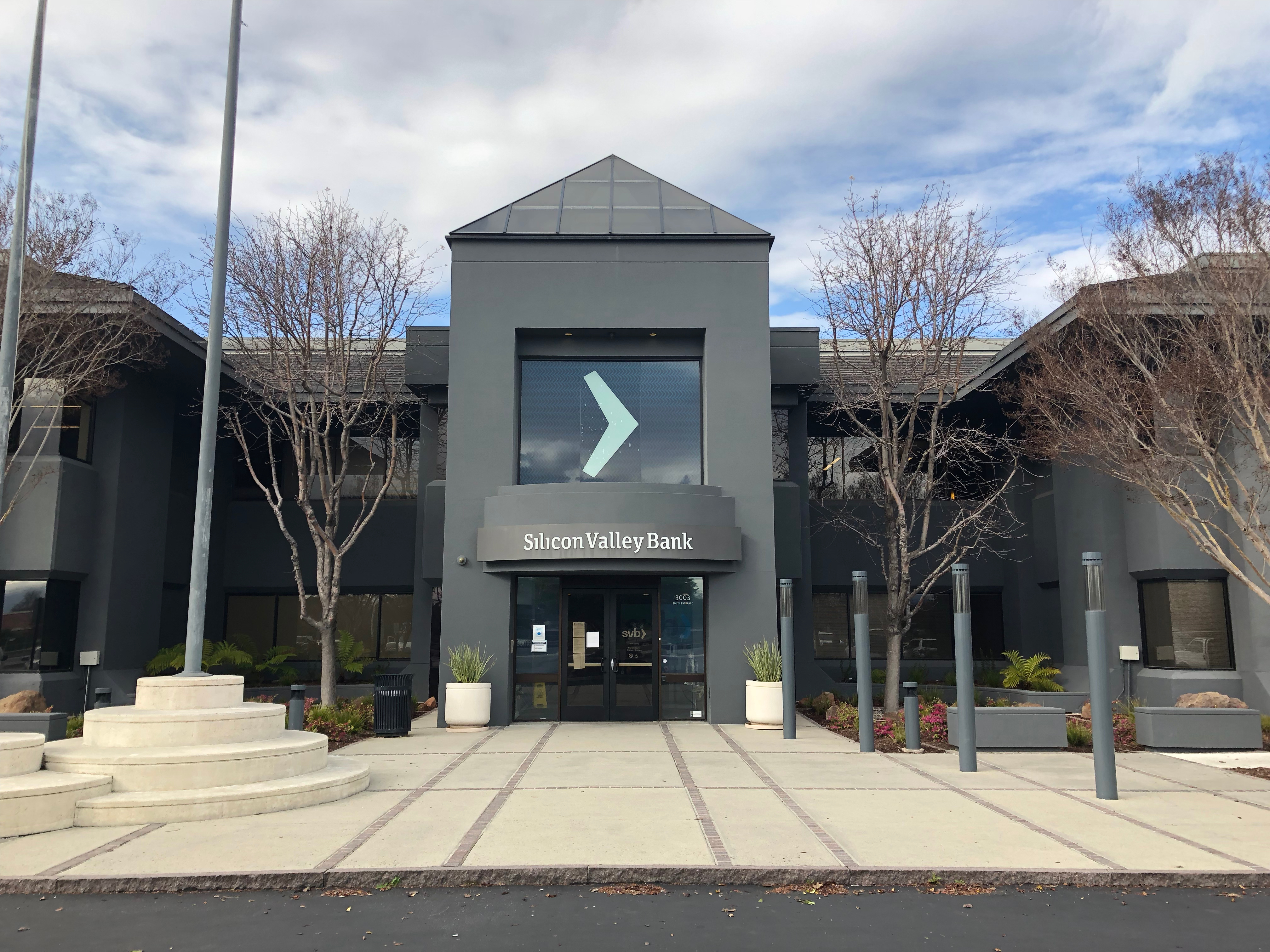
Il quratiere generale di Santa Clara

Entro la metà degli anni '90, la banca aveva fornito capitale di rischio iniziale a Cisco Systems e Bay Networks. Nel 1992, la banca fu colpita dall'esplosione immobiliare (50% delle attività della banca) e registrò una perdita annuale di 2,2 milioni di dollari. Nel 1993, l'amministratore delegato fondatore della banca, Roger V. Smith, fu sostituito da John C. Dean; Smith è diventato vicepresidente della banca. Smith se ne andò nel 1994 per lanciare lo Smith Venture Group. Nel 1994, la banca ha lanciato le sue attività Premium Wine Practice. Nel 1995, la banca trasferì la sua sede da San Jose a Santa Clara. Nel 1997, SVB ha aperto una filiale ad Atlanta. Da marzo 1999 a marzo 2000, il valore delle azioni di SVB è salito da 20 dollari a 70 dollari.
Nel 2000 SVB ha aperto una filiale in Florida. Nel 2001, SVB Securities ha acquisito la società di investment banking di Palo Alto Alliant Partners per 100 milioni di dollari. A seguito del crollo della bolla delle dot-com, le azioni della banca sono diminuite del 50%. Nel 2002, la banca ha iniziato ad espandere la propria attività di private banking, che fino a quel momento era stata svolta principalmente come favore a ricchi venture capitalist e imprenditori.
Nel 2004, la banca ha aperto filiali internazionali a Bangalore, in India, e Londra. Nel 2005 ha aperto uffici a Pechino e in Israele. Nel 2006, ha iniziato ad operare nel Regno Unito e sempre nel 2006 la banca ha anche cessato le sue attività di investment banking, lanciate dopo il crollo delle dotcom del 2001.
Nel dicembre 2008, SVB Financial ha ricevuto un investimento di 235 milioni di dollari dal Tesoro degli Stati Uniti attraverso il Troubled Asset Relief Program. Il Tesoro degli Stati Uniti ha ricevuto 10 milioni di dollari di dividendi dalla Silicon Valley Bank e, nel dicembre 2009, la banca ha riacquistato le azioni e i warrant in circolazione detenuti dal governo, finanziandoli attraverso una vendita di azioni di 300 milioni di dollari.
Nell'aprile 2011 Ken Wilcox, amministratore delegato dal 2000, ha lasciato la carica di amministratore delegato, pur rimanendo presidente del consiglio di amministrazione; è stato sostituito da Greg Becker come CEO. Entro il 2011 la banca aveva contribuito a finanziare più di 30.000 start-up.
Nel novembre 2012, la banca ha annunciato una joint venture 50-50 con la Shanghai Pudong Development Bank (SPDB) per fornire capitale agli imprenditori tecnologici in fase di avviamento. Nel luglio 2015, la joint venture è stata approvata dalla China Bank Regulatory Commission (CBRC) per operare in renminbi (RMB), la valuta ufficiale della Repubblica popolare cinese. Questa licenza consente alla joint venture di fornire prodotti e servizi bancari ai propri clienti in valuta cinese locale. Secondo la banca stessa, nel 2015 SVB forniva servizi bancari e finanziari al 65% di tutte le startup.
Nel marzo 2017, Michael R. Descheneaux è stato nominato presidente dell'azienda. Nel 2019, Leerink Partners LLC, ora SVB Securities, è stata acquisita da SVB Financial Group, la società madre della Silicon Valley Bank.
Nel gennaio 2021, la banca ha annunciato il suo piano per acquisire Boston Private Financial Holdings (NASDAQ: BPFH), la società madre di Boston Private Bank & Trust Company, che ha ampliato le soluzioni di gestione patrimoniale della Silicon Valley Bank.

### Il fallimento
Il 9 marzo 2023, le azioni di SVB Financial sono crollate di oltre il 62% dopo che la società ha proposto una vendita di azioni per sostenere il proprio bilancio che aveva subito una perdita di 1,8 miliardi di dollari sulla vendita di titoli del Tesoro, a causa dell'aumento dei tassi di interesse. In seguito alla notizia, diverse società di venture capitalist tra cui Founders Fund, Coatue Management e Union Square Ventures, hanno consigliato alle loro società in portafoglio di ritirare i loro soldi da SVB, contribuendo a una corsa agli sportelli. Le azioni SVB sono diminuite di un altro 66% nelle negoziazioni pre-mercato il 10 marzo, prima che le negoziazioni venissero interrotte.
Successivamente, il 10 marzo, la banca è stata chiusa dal Dipartimento per la protezione finanziaria e l'innovazione della California, citando liquidità inadeguata e insolvenza. Il regolatore statale ha nominato la Federal Deposit Insurance Corporation come curatore fallimentare. La FDIC ha trasferito i depositi assicurati a una nuova istituzione, la Deposit Insurance National Bank of Santa Clara. Il fallimento di SVB è stato il più grande di qualsiasi banca dalla crisi finanziaria del 2008 e il secondo più grande nella storia degli Stati Uniti.
Al di fuori degli Stati Uniti, la Banca d'Inghilterra ha rilasciato una dichiarazione in cui chiedeva un'ingiunzione del tribunale per sottoporre la filiale britannica della banca a una procedura di insolvenza bancaria. In Cina, la Shanghai Pudong Development Bank ha rilasciato una dichiarazione secondo cui le sue operazioni congiunte con SVB non sono state influenzate dal crollo della filiale statunitense.
Il 13 marzo 2023, dopo una procedura di gara, è stato annunciato che HSBC UK aveva accettato di acquisire la Silicon Valley Bank UK per 1 sterlina in un accordo di salvataggio, senza alcun costo per il contribuente e con i depositanti completamente protetti.
Sempre il 13 marzo 2023, la FDIC ha annunciato tramite comunicato stampa che la FDIC ha trasferito le attività della SVB a una nuova banca ponte, la Silicon Valley Bridge Bank, NA, e ha nominato Tim Mayopoulos come CEO. La nuova entità, Silicon Valley Bridge Bank, NA, è gestita da FDIC e tutti i clienti SVB diventeranno clienti della nuova banca ponte. La FDIC ha dichiarato che l'obiettivo è quello di fornire un nuovo livello di protezione ai clienti SVB, incluso il regolare orario di apertura delle banche e le attività bancarie previste, come l'online banking, l'accesso bancomat ai fondi dei clienti e la scrittura di assegni; gli assegni ufficiali di SVB verranno cancellati e che i clienti del prestito dovrebbero continuare a effettuare pagamenti. La FDIC ha anche aggiunto che il loro ruolo non è quello di proteggere gli azionisti della Sillicon Valley Bank e alcuni detentori di debiti non garantiti.
Il 26 marzo 2023, la FDIC ha annunciato che First Citizens BancShares acquisirà l'attività di banca commerciale di SVB. Come parte dell'accordo, First Citizens acquisterà circa 119 miliardi di dollari di depositi e 72 miliardi di dollari di prestiti di SVB scontati di 16,5 miliardi di dollari, mentre circa 90 miliardi di dollari di titoli di SVB continueranno a rimanere in amministrazione controllata. Le 17 filiali di SVB riapriranno il giorno successivo con il marchio First Citizens, con tutti i depositanti SVB che diventeranno depositanti di First Citizens.